# Cubanito (bebida)
El cubanito es un trago clásico de la coctelería cubana; creado en dicho lugar este siempre estará presente en cualquier carta de restaurante o bar en Cuba. Generalmente, cuando se pide en un bar de prestigio, el vaso donde se prepara es enfriado con anterioridad, de esta forma ayuda a que el trago mantenga la temperatura y además da un toque de acabado peculiar.  
Su preparación requiere de siete ingredientes comúnmente encontrados en cualquier supermercado.

## Ingredientes
Contiene ron Havana Club Añejo Blanco, zumo de limón, jugo de tomate, una cucharadita de salsa inglesa, Hielo, Salsa picante y sal.

## Preparación
En un vaso de 10 onzas preferiblemente por estética y para que no se haga demasiado largo el trago, aunque también es servido en los convencionales de 12 onzas se coloca 1/2 onza de jugo de limón, una cucharadita de salsa inglesa, un cubo de hielo, sal y salsa picante al gusto. 1 1/2 onza de ron Havana Club Añejo Blanco y 5 onzas de jugo de tomate. Adornar con una rodaja de limón.
El cubanito ayuda al proceso digestivo y del mismo modo evita que personas que no beben frecuentemente sientan malestar estomacal.